# René Georgin
Pour les articles homonymes, voir Georgin.
René Michel Georgin, né le 23 juin 1888 à Béthune et mort le 13 mars 1978 dans le 15e arrondissement de Paris, est un grammairien français.

## Biographie
Agrégé de grammaire (1910), professeur au lycée de Reims, puis à Paris au collège Stanislas, au lycée lycée Montaigne et au Lycée Buffon, il est surtout connu pour les grammaires qu'il a publiées et qui furent utilisées par des générations d'élèves.
Il préside la Franco-Ancienne de 1938 jusqu'à la Libération.
René Georgin fut directeur de l'enseignement secondaire en France, dans le cabinet d'Abel Bonnard, ministre de l'Éducation nationale de 1942 à 1944. Au premier procès de Bonnard par contumance en 1945, il laisse une déposition, qui constitue pour Benjamin Azoulay un « document capital » pour analyser son passage au gouvernement.
De 1942 à 1946, il est en outre directeur en titre de l'École normale supérieure de Saint-Cloud, mais délègue dans la pratique ses fonctions à son adjoint René Lanson.

## Œuvres
- Recueil méthodique des homonymes latins, 1930
- Exercices sur la grammaire française, classe de 6e, 1936
- Classe de 5e, 1936 ; Classes de 4e et 3e, 1937, Classiques Hachette
- Grammaire française, classes de 6e et 5e, 1936
- Classes de 4e et supérieures, 1937, Classiques Hachette
- Pour un meilleur français, 1951
- Difficultés et finesses de notre langue, 1952 (devenu Guide de la langue française), 1969
- Le langage de l'administration et des affaires, 1954
- La prose d'aujourd'hui, 1956
- Jeux de mots, 1957
- Le code du bon langage, 1959
- Les secrets du style, 1961
- L'inflation du style, 1963
- Consultations de grammaire, de vocabulaire et de style, 1964
- Problèmes quotidiens de langage, 1966
- Comment s'exprimer en français, 1965.

Il a aussi publié :
- trois recueils de poèmes : Des deux côtés de la fenêtre, 1909
- L'âme du fleuve (poèmes), 1913
- Émotions (poèmes), sous le pseudonyme de Michel Dacy, 1920
- Jean Moréas, essai critique, 1930, prix d’Académie en 1931
- In memoriam.

Il a obtenu en 1958 le prix Durchon-Louvet de l'Académie française pour ses ouvrages sur la langue française et en 1964 le prix Vaugelas.